# Yukio Endo
Yukio Endo (遠藤 幸雄, Endō Yukio; Akita, 18 januari 1937 – Tokio, 25 maart 2009) was een Japans gymnast.
Hij won driemaal olympisch goud met de landenploeg, op de Olympische Spelen van 1960, van 1964 en van 1968. Op de Spelen van 1964 in zijn thuisland in Tokio won hij ook twee individuele titels, op de brug en op de meerkamp. Tijdens het Wereldkampioenschap van 1962 in Praag was Endo de absolute ster: hij won zes gouden medailles. In totaal werd hij viermaal Japans kampioen op de meerkamp. Bij de Spelen van 1968 in Mexico-Stad was hij de vlaggendrager van zijn vaderland tijdens de openingsceremonie.
Endo was de bedenker van een beweging aan de rekstok (een voorwaartse "Stalder") die zijn naam kreeg en nog steeds door turners beoefend wordt. Na zijn sportcarrière werd hij docent aan de Nihon Universiteit en directeur van het Japans Olympisch Comité. In 1999 werd hij opgenomen in de "International Gymnastics Hall of Fame".
Hij overleed op 72-jarige leeftijd aan slokdarmkanker.